# Nimbacinus dicksoni
Nimbacinus dicksoni är ett utdött rovlevande pungdjur som listas i samma familj som den likaså utdöda pungvargen.
Året 1990 hittades delar av djurets över- samt underkäke och några lösa tänder. Ett annat fynd gjordes 1996 vid Riversleighs fossilfält i norra Australien. Vid detta tillfälle grävdes i princip ett komplett kranium med tillhörande skelett fram. Förutom pungvargen är inget annat fullständigt fossil från familjen Thylacinidae känt.
Djuret var med en längd av cirka 50 cm ungefär lika stor som en rödräv. Liksom andra familjemedlemmar hade det en långsträckt nos.
Arten levde under mellersta miocen för 16 till 12 miljoner år sedan. Under denna epok var området täckt av skog och vädret kännetecknades av tider med intensivt regnfall. Som föda antas mindre däggdjur, fåglar och andra ryggradsdjur. På grund av de kraftiga käkarna kan den även ha haft större byten. För övrigt antas att levnadssättet var lika som hos dagens större rovpungdjur (pungrävar, tasmansk djävul).